# 36 Pułk Armat Polowych (austro-węgierski)
Pułk Armat Polowych Nr 36 (FKR. 36) – samodzielna jednostka cesarsko-królewskiej artylerii Armii Austro-Węgier.
Nazwa niemiecka: Feldkanonenregiment 36.

## Skład
- Dowództwo
- 4 x bateria po 6 armat 8 cm FK M.5.
- bateria rezerwowa.

## Dowódca 1914
OberstWendelin Hojer.

## Dyslokacja 1914
Sybin.

## Podporządkowanie w 1914
XII Korpus, 12 Brygada Artylerii Polowej.